# Potenziamento anticorpo-dipendente

Nel potenziamento anticorpale, gli anticorpi (le strutture a forma di Y blu nella grafica) si legano sia alle particelle virali (marcate DENV) che ai recettori gamma Fc (marcate FcγR) espressi sulle cellule immunitarie, aumentando la probabilità che i virus infettino quelle cellule

Il potenziamento anticorpo-dipendente (ADE: Antibody-Dependent Enhancement) o, meno correttamente, potenziamento immunitario o potenziamento della malattia, è un fenomeno nel quale il legame tra un virus e gli anticorpi non neutralizzanti migliora il suo ingresso nelle cellule ospiti e talvolta anche la sua replicazione.

## Descrizione
Questo fenomeno – che porta sia ad un aumento dell'infettività sia della virulenza – è stato osservato con flavivirus trasmessi dalle zanzare come il virus Dengue, il virus della febbre gialla e il virus Zika, ed anche con l'HIV ed è stata ipotizzata anche con i coronavirus, anche se gli studi di trial clinico sui vaccini non hanno osservato ADE nel caso del Sars-CoV2.
Esistono varie ipotesi su come avvenga l'ADE e vi è anche la possibilità che esista più di un meccanismo. In uno di questi percorsi, alcune cellule del sistema immunitario mancano sulla loro superficie dei comuni recettori che il virus utilizza per realizzare il suo ingresso, ma hanno recettori Fc che si legano a un'estremità degli anticorpi. Il virus si lega al sito di legame che utilizza comunemente l'antigene e in questo modo si garantisce l'accesso infettando la cellula immunitaria. Il virus Dengue può utilizzare questo meccanismo per infettare i macrofagi umani, ciò quando c'è stata una precedente infezione con un diverso ceppo del virus, causando una normale infezione virale pericolosa per la vita.
Vi è il sospetto che durante la pandemia di COVID-19 il COVID-19 possa, anche, ricevere l'ADE da una precedente infezione con altri coronavirus. L'ADE richiederebbe anche una precedente esposizione a epitopi antigenici simili, presumibilmente circolanti nei virus locali, rendendola una possibile spiegazione per la limitazione geografica osservata di casi gravi e decessi.

## Meccanismo
Esistono diverse possibilità per spiegare il fenomeno:
1. Una proteina di superficie virale tempestata di anticorpi contro un virus di un sierotipo si lega a un virus simile con un sierotipo diverso. Il legame ha lo scopo di neutralizzare la proteina della superficie del virus al legame con la cellula, ma il complesso virus-anticorpo si lega anche al recettore dell'anticorpo della regione Fc (FcγR) sulla membrana cellulare. Ciò porta il virus in prossimità del recettore specifico del virus e la cellula interiorizza il virus attraverso la normale via di infezione.
2. Una proteina di superficie del virus può essere attaccata ad anticorpi di un diverso sierotipo, attivando la via classica del sistema del complemento. Il sistema a cascata del complemento lega invece il complesso C1Q attaccato alla proteina della superficie del virus tramite gli anticorpi, che a loro volta legano il recettore C1q presente sulle cellule, portando il virus e la cellula abbastanza vicini da consentire a un recettore specifico del virus di legare il virus, iniziando l'infezione. Questo meccanismo non è stato mostrato specificamente per l'infezione da virus dengue, ma può verificarsi con infezione da virus Ebola in vitro.
3. Quando è presente un anticorpo per un virus per un diverso sierotipo, non è in grado di neutralizzare il virus, che viene quindi ingerito nella cellula come una particella virale sub-neutralizzata.Questi virus sono fagocitati come complessi antigene-anticorpo e degradati dai macrofagi. In caso di ingestione, gli anticorpi non subiscono più la neutralizzazione del corpo a causa delle condizioni denaturanti nella fase di acidificazione del fagosoma prima della fusione con il lisosoma. Il virus diventa attivo e inizia la sua proliferazione all'interno della cellula.[senza fonte]